# Páfrányposzáta
A páfrányposzáta (Poodytes punctatus) a madarak osztályának verébalakúak (Passeriformes) rendjébe és a tücsökmadárfélék (Locustellidae) családjába tartozó faj.
Egyes rendszerbesorolások a Bowdleria nembe sorolják.
A faj maori neve Kōtātā vagy Mātātā.

## Előfordulása
Új-Zéland endemikus madárfaja. A szigetország mindkét nagy szigetén és néhány környékbeli kisebb szigeten is megtalálható. Nedves rétek, mocsarak és árnyas erdők lakója.

## Alfajai
- déli szigeti páfrányposzáta (Poodytes punctatus punctatus) (Quoy & Gaimard, 1830) – Déli-sziget;
- északi szigeti páfrányposzáta (Poodytes punctatus vealeae) (Kemp, 1912) – Északi-sziget;
- stewart-szigeti páfrányposzáta (Poodytes punctatus stewartiana) (Oliver, 1930) – Stewart-sziget;
- codfish-szigeti páfrányposzáta (Poodytes punctatus wilsoni) (Stead, 1936) – Codfish-sziget.

A snares-szigeti páfrányposzáta (Poodytes punctatus caudata) és a Poodytes punctatus insularis nincsenek elismerve mint alfajok.

## Megjelenése
Testhossza 18 centiméter. Testének felső része barna, hasa fehéres színű.Torkán és mellén barna foltozottság látható. Faroktollai sötétbarnák és hegyesek.

## Életmódja
Elsősorban talajlakó életmódú faj. Röpte gyenge, ritkán tesz meg 15 méternél hosszabb távolságot repülve. A levelekről rovarokat zsákmányol. A mocsaras területek felszámolásával élettere egyre szűkül, de még nem számít veszélyeztetett fajnak.

## Szaporodása
Bokrokba, vagy magas növényzetbe a talajhoz közel építi fűszálakból és mohából készített fészkét. Költési időszaka szeptember és február között van. A tojó 2-3 rózsaszínes, barnával vagy vörössel mintázott tojást rak

## Fordítás
- Ez a szócikk részben vagy egészben  a   Fernbird című angol Wikipédia-szócikk ezen változatának fordításán alapul.  Az eredeti cikk szerkesztőit annak laptörténete sorolja fel. Ez a jelzés csupán a megfogalmazás eredetét és a szerzői jogokat jelzi, nem szolgál a cikkben szereplő információk forrásmegjelöléseként.